# Кольонія-Юркі
Кольонія-Юркі (пол. Kolonia Jurki) — село в Польщі, у гміні Пневи Груєцького повіту Мазовецького воєводства.
Населення — 55 осіб (2011).
У 1975-1998 роках село належало до Радомського воєводства.

## Демографія
Демографічна структура станом на 31 березня 2011 року:
|          | Загалом | Допрацездатний вік | Працездатний вік | Постпрацездатний вік |
| -------- | ------- | ------------------ | ---------------- | -------------------- |
| Чоловіки | 30      | 7                  | 21               | 2                    |
| Жінки    | 25      | 4                  | 17               | 4                    |
| Разом    | 55      | 11                 | 38               | 6                    |